# Toxorhamphus iliolophus
Toxorhamphus iliolophus là một loài chim trong họ Melanocharitidae.